# João Natailton Ramos dos Santos
João Natailton Ramos dos Santos (en ruso: Жуан Натаилтон Рамос Дос Сантос; Umbaúba, Brasil, 25 de diciembre de 1988) es un futbolista profesional brasileño nacionalizado ruso, conocido deportivamente como Joãozinho, que juega como centrocampista en el Brasiliense F. C. del Campeonato Brasileño de Serie D.

## Trayectoria

### Portuguesa
Nacido en Umbaúba, una ciudad a 96 kilómetros de Aracaju, Joãozinho dejó Sergipe a la edad de 15 años, sin pasar por ningún equipo de Sergipe, y fue a jugar en la sub-15 de la Portuguesa. Se unió al equipo profesional en 2006.

### P. F. C. Levski Sofia
Firmó su contrato de cinco años con el P. F. C. Levski Sofia el 7 de diciembre de 2007. El mismo día que hizo su primer entrenamiento con su nuevo club. Joãozinho hizo su debut no oficial en un partido amistoso contra el FC Dinamo de Kiev el 20 de enero de 2008. Jugó durante 45 minutos. Levski perdió el partido con un resultado de 1-2.
Se suponía que su número inicial era el 20, pero cuando Hristo Yovov dejó al Levski Sofía, Joãozinho no tuvo problemas para jugar con el número 10.
Marcó su primer gol para Levski el 10 de febrero de 2008 en un partido amistoso contra el Rapid de Bucarest. Joãozinho anotó un penal. Joãozinho hizo su debut oficial para el Levski el 24 de febrero de 2008 en un partido contra el PFC Chernomorets Burgas, el partido del búlgaro A PFG. Levski ganó el partido. El resultado fue 2-1, después de los goles de Jean Carlos y Daniel Borimirov. Marcó su primer gol para Levski el 22 de marzo de 2008 contra el Belasitsa Petrich en el minuto 87, haciendo que el resultado fuera 4-0 para Levski. Dirigió el balón hacia la red después de un disparo de Darko Tasevski que estaba saliendo del marco del portero.
Se convirtió en Campeón de Bulgaria en 2009. También fue honrado con un premio de juego limpio para 2009 debido a que no recibió una sola reserva en el A PFG durante ese año.

### F. C. Krasnodar
El 30 de enero de 2011, después de días de especulaciones, Joãozinho reveló que se había mudado al F. C. Krasnodar. A principios de febrero de 2011, se finalizó la transferencia y el brasileño firmó su contrato con el club ruso. El 6 de febrero de 2011, Joãozinho hizo su debut no oficial para el equipo de Krasnodar, jugando los primeros 63 minutos en el empate 2-2 con el equipo ucraniano Tavriya Simferopol en un partido amistoso. El 15 de febrero de 2011, marcó un gol y prestó asistencia en la derrota por 4-0 contra el club checo Fotbalový Klub Jablonec. El debut oficial de Joãozinho se produjo el 6 de marzo de 2011 en la victoria por 1-0 contra el Amkar Perm en un partido de la Copa de Rusia, con el brasileño en la alineación inicial. Su debut en la Liga Premier de Rusia se produjo 6 días después en el empate 0-0 con el Anzhí Majachkalá. El 14 de junio de 2011, abrió su cuenta para el equipo, ganando dos veces en la victoria por 4-2 en casa contra el Volga Nizhny Nóvgorod. Sufrió una fractura en el pie en un partido de marzo de 2015. Dejó al Krasnodar al final de la temporada 2017-18.

### Dínamo de Moscú
El 23 de julio de 2018 firmó un contrato de un año con el Dínamo de Moscú. El 10 de junio de 2019 extendió su contrato por otro año con la opción de extenderlo también para la temporada 2020-21. Esta nueva extensión no se produjo y abandonó el club en julio de 2020.
El 11 de agosto fichó por el P. F. C. Sochi.

## Vida privada
En agosto de 2016 recibió la nacionalidad rusa.
Joãozinho está saliendo con la modelo rusa Lera Yalovets. En otoño de 2017, la pareja anunció que esperaban su primer hijo.